# Gert Voss

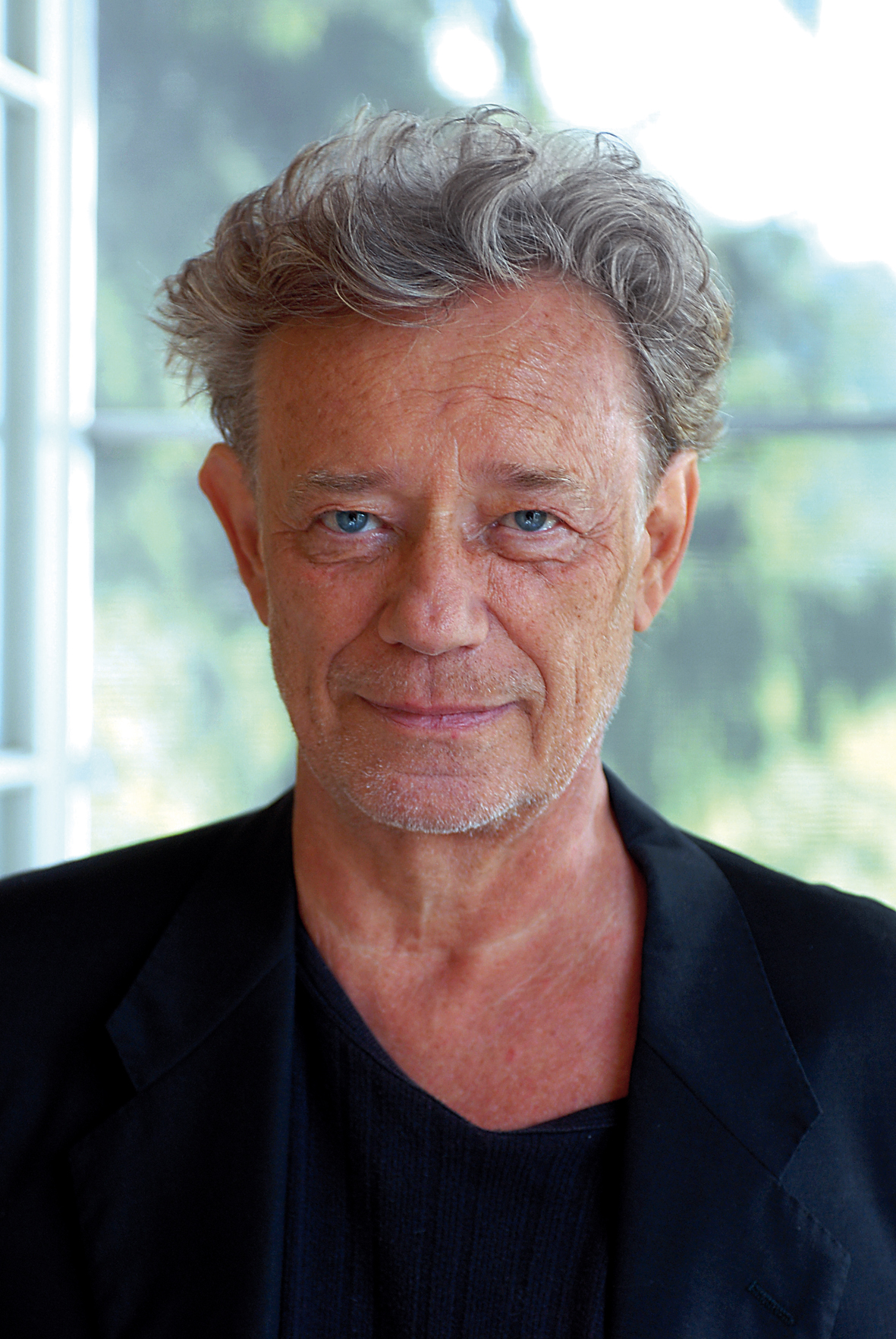
Gert Voss, 2011

Peter Gert Voss (* 10. Oktober 1941 in Shanghai; † 13. Juli 2014 in Wien) war ein deutscher Schauspieler. Er war zuletzt Ensemblemitglied des Wiener Burgtheaters und Kammerschauspieler.

## Leben
Gert Voss verbrachte seine Kindheit bis 1948 als Sohn des Außenhandelskaufmanns Wilhelm Voss und seiner Frau Marion Steinhütte in Shanghai und später am Bodensee. Er studierte einige Semester Germanistik und Anglistik an der Universität Tübingen, brach das Studium aber ab, als er bei einer Schauspielereignungsprüfung Erfolg hatte. Voss nahm von 1964 bis 1966 privaten Schauspielunterricht bei Ellen Mahlke, darauf folgten erste Theaterengagements.
Nach ersten Engagements am Stadttheater Konstanz, Staatstheater Braunschweig und am Münchener Residenztheater wurde er von Hans Peter Doll, dem Intendanten des Heidelberger Theaters entdeckt. Unter ihm war er zunächst am Staatstheater Stuttgart, wo man heftig über mögliche Sympathien des Schauspieldirektors Claus Peymann für Mitglieder der Rote Armee Fraktion diskutierte; dann wechselte er mit Peymann ans Schauspielhaus Bochum und wurde mit seiner Rolle des Hermann in der Hermannsschlacht von Heinrich von Kleist 1983 zum 20. Berliner Theatertreffen eingeladen.
Mit Peymann wechselte Voss 1986 ans Burgtheater in Wien, wo er im selben Jahr als Richard III. gefeiert wurde. Gleichzeitig wurde er bekämpft, wie man auch in Peymann ein „Hassobjekt“ sah. Die Inszenierung wurde 1987 zum Berliner Theatertreffen eingeladen, zusammen mit dem Bernhard-Stück, in welchem Gert Voss sogar im Stücktitel vorkommt: Gert Voss überzeugte offenbar auch den Schauspielern gegenüber äußerst kritischen Thomas Bernhard, der ihm und den Schauspielerinnen Kirsten Dene und Ilse Ritter als „Trio infernal“ ein eigenes Stück schrieb, das sehr lange in der Originalinszenierung gespielt wurde: Ritter, Dene, Voss. Bernhard hatte wie bei Minetti die Namen der gewünschten Uraufführungs-Schauspieler in den Titel geschrieben, da er wiederholt erlebt hatte, dass seine Stücke nicht mit seinen Wunschkandidaten besetzt worden waren. Vom zweijährigen Intermezzo 1994–1996 am Berliner Ensemble und an der Schaubühne Berlin abgesehen, gehörte Voss 26 Jahre dem Ensemble des Burgtheaters an. Enge künstlerische Zusammenarbeit verband ihn am Schauspielhaus Hamburg und am Burgtheater mit Peter Zadek (John Websters Die Herzogin von Malfi, Shakespeares Der Kaufmann von Venedig, Tschechows Ivanov, Ibsens Rosmersholm, Strindbergs Totentanz, Marlowes Der Jude von Malta) und George Tabori, der mit ihm in der Titelrolle Shakespeares Othello inszenierte und für ihn die Stücke Requiem für einen Spion, Goldberg-Variationen und Die Ballade vom Wiener Schnitzel schrieb. Zudem Zusammenarbeit mit Luc Bondy an der Schaubühne Berlin (Sascha Guitry, Der Illusionist), Theater an der Josefstadt Wien (Horvath, Figaro lässt sich scheiden), am Burgtheater und Akademietheater Wien (Tschechov, Die Möwe, Shakespeare, König Lear); mit Thomas Langhoff am Burgtheater (Thomas Bernhard, Elisabeth II. und Schiller, Wallenstein), mit Andrea Breth am Burgtheater (Tennessee Williams, „Die Katze auf dem heißen Blechdach“), mit Thomas Ostermeier am Akademietheater Wien (Ibsen, Baumeister Solness).
Voss trat am Burgtheater in zahlreichen Stücken mit Ignaz Kirchner als Komikerduo auf, etwa in der schwarzen Komödie von George Tabori Goldberg-Variationen (1991) oder in Neil Simons Die Sunshine Boys (2003), aber auch in Samuel Becketts Endspiel und in Jean Genets Die Zofen. Begonnen hatte ihr gemeinsames Auftreten in klassischen Stücken wie Shakespeares Der Kaufmann von Venedig (Shylock/Antonio) und Othello (Othello/Jago). Wie Shylock und Antonio, wie Othello und Jago sind auch Mr. Jay und Goldberg ein sadomasochistisches Männerpaar – eine Kombination wie Herr und Knecht, Vater und Sohn, Laurel und Hardy. (Theater Heute, August 1991) Voss bildete eine solche Komiker-Partnerschaft auch mit Branko Samarovski in Taboris Requiem für einen Spion (1993).
Von seinen verschiedenen Gastauftritten, u. a. in Köln und Berlin, ist die Titelrolle im Jedermann bei den Festspielen in Salzburg hervorzuheben, die er ab 1995 vier Sommer lang spielte.
1995 wurde Gert Voss von der Times zum besten Schauspieler Europas gekürt.
Claus Peymann über ihn: „Gert Voss ist als Schauspieler auf dem Zenit, über viele Jahre ist sein Können gewachsen.“ George Tabori sagte über Gert Voss: „Er ist ein gefährlicher, nackter Schauspieler, ein unheimlicher Clown, ein wilder Stier, aus dem Käfig ausgebrochen.“ Peter Zadek sagte über ihn:
„Gert Voss hat überhaupt sehr große Ähnlichkeiten mit Laurence Olivier. Auch Gert Voss hat die Gabe der Vereinfachung und der Klärung. Laurence Olivier hatte diese Ausstrahlung – man guckte nirgendwo anders mehr hin, wenn er auf der Bühne war. Er hatte einen command schon durch seine Stimme. Es war enorm, was Laurence Olivier mit seiner Stimme machen konnte. Das kann Gert Voss auch, der genauso wie er auch sehr scharf denkt.“
Hermann Beil schreibt als „Weggefährte“:
„Gert Voss gefährdet sich selbst wirklich bis zum Äußersten. Insofern ist er kein Schauspieler, der einfach auf die Wirkung seiner sogenannten Persönlichkeit vertraut. Voss verwandelt die Bühne, indem er um sein Leben spielt. Er geht aufs Ganze, und weil er stets aufs Ganze geht, bringt er immer etwas anderes mit auf die Bühne.“
Theater Heute schreibt: „Höher kann heute keine Inszenierung ansetzen als mit diesem Schauspieler.“
Gert Voss bewunderte die Bühnenpräsenz der Rolling Stones und von Bruce Springsteen.

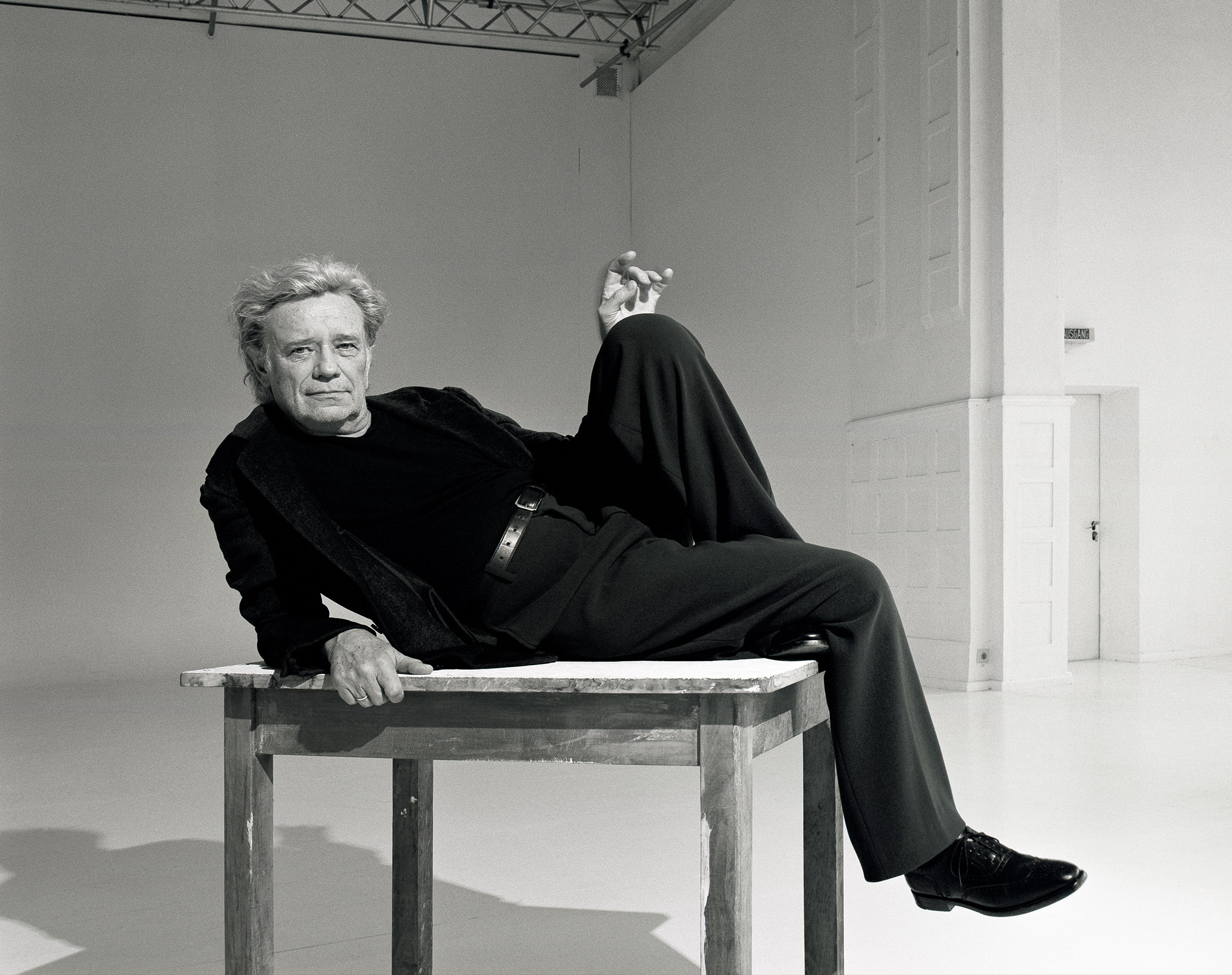
Gert Voss fotografiert von Oliver Mark, Berlin 2007

Voss litt in seinen letzten Lebensjahren unter einer Leukämieerkrankung, deren Folgen er am 13. Juli 2014 im Alter von 72 Jahren in Wien erlag. Weitere Einzelheiten über die Krankheit von Gert Voss wollte das Burgtheater, in Absprache mit der Familie, nicht nennen. Sein Sarg wurde der Tradition des Burgtheaters entsprechend auf der Feststiege aufgebahrt und danach um das Haus getragen. Wegen der Sommerpause des Theaters konnte diese Zeremonie erst am 4. September 2014 stattfinden. Die Trauerrede hielt Claus Peymann, der 46 Jahre lang mit Voss zusammengearbeitet hatte. Danach wurde der Künstler in einem Ehrengrab auf dem Wiener Zentralfriedhof beigesetzt (Abteilung 33G, Grab 66). Wie Anfang Oktober 2014 bekannt wurde, hatte Iffland-Ring-Träger Bruno Ganz Voss testamentarisch zu seinem Nachfolger bestimmt.
Der Schauspieler war 45 Jahre lang mit der Dramaturgin Ursula Voss verheiratet, welche nur wenige Monate nach ihm im Dezember 2014 verstarb. Die gemeinsame Tochter Grischka Voss (* 1969) ist Schauspielerin und Autorin und gründete 1997 zusammen mit Ernst Kurt Weigel das bernhard ensemble, eine freie Off-Theater-Gruppe in Wien.

## Wichtige Theaterarbeiten
- „Urfaust“ von Johann Wolfgang von Goethe – Rolle: Faust – Regie: Hans Karl Zeiser
- „Frühlings Erwachen“ von Frank Wedekind – Melchior – Regie: Alfred Kirchner
- „Amphitryon“ von Peter Hacks – Titelrolle – Regie: Niels-Peter Rudolph
- „Kabale und Liebe“ von Friedrich Schiller – Ferdinand – Regie: Horst Statkus
- „Die Räuber“ von Friedrich Schiller – Karl Moor – Regie: Claus Peymann
- „Woyzeck“ von Georg Büchner – Titelrolle – Regie: Alfred Kirchner
- „Tartuffe“ von Molière – Titelrolle – Regie: Valentin Jeker
- „Der zerbrochne Krug“ von Heinrich von Kleist – Dorfrichter Adam – Regie: Alfred Kirchner
- „Nathan der Weise“ von Gotthold Ephraim Lessing – Saladin – Regie: Claus Peymann
- „Der Kirschgarten“ von Anton P. Tschechow – Firs – Regie: Matthias Langhoff
- „Maß für Maß“ von William Shakespeare – Angelo – Regie: B. K. Tragelehn
- „Die Hermannsschlacht“ von Heinrich von Kleist – Hermann – Regie: Claus Peymann (1982)
- „Herzogin von Malfi“ von John Webster – Ferdinand – Regie: Peter Zadek; 1985
- „Ritter, Dene, Voss“ von Thomas Bernhard – Ludwig – Regie: Claus Peymann (1986)
- „Richard III.“ von William Shakespeare – Gloucester, später Richard III. – Regie: Claus Peymann (1987)
- „Der Kaufmann von Venedig“ von William Shakespeare – Shylock – Regie: Peter Zadek (1988)
- „Der Sturm“ von William Shakespeare – Prospero – Regie: Claus Peymann (1988)
- „Wilhelm Tell“ von Friedrich Schiller – Gessler – Regie: Claus Peymann (1988)
- „Othello“ von William Shakespeare – Othello – Regie: George Tabori (1990)
- „Ivanov“ von Anton P. Tschechov – Ivanov – Regie: Peter Zadek (1990)
- „Goldberg-Variationen“ von George Tabori – Mr. Jay – Regie: George Tabori (1991)
- „Macbeth“ von William Shakespeare – Macbeth – Regie: Claus Peymann (1992)
- „Julius Caesar“ von William Shakespeare – Marc Anton – Regie: Peter Stein (1992)
- „Requiem für einen Spion“ von George Tabori – Zucker – Regie: George Tabori (1993)
- „Antonius und Cleopatra“ von William Shakespeare – Antonius – Regie: Peter Zadek (1994)
- „Jedermann“ von Hugo von Hofmannsthal – Jedermann – Regie: Gernot Friedel (1995–1998)
- „Ballade vom Wiener Schnitzel“ von George Tabori – Morgenstern – Regie: George Tabori (1996)
- „Endlich Schluß“ von Peter Turrini – Der Mann – Regie: Claus Peymann (1997)
- „Zurüstungen für die Unsterblichkeit“ von Peter Handke – Pablo Vega – Regie: Claus Peymann (1997)
- „Fin de Partie“ von Samuel Beckett – Hamm – Regie: George Tabori (1998)
- „Figaro lässt sich scheiden“ von Ödön von Horváth – Figaro – Regie: Luc Bondy (1998)
- „Das letzte Band“ von Samuel Beckett – Krapp – Regie: Gert Voss (1999)
- „Die Möwe“ von Anton P. Tschechow – Trigorin – Regie: Luc Bondy (2000) – Nestroy-Theaterpreis Bester Schauspieler
- „Rosmersholm“ von Henrik Ibsen – Johannes Rosmer – Regie: Peter Zadek (2000) – Nominierung zum Nestroy-Theaterpreis Bester Schauspieler
- „Die Zofen“ von Jean Genet – Claire – Regie: Gert Voss (2001)
- „Elisabeth II.“ von Thomas Bernhard – Herrenstein – Regie: Thomas Langhoff (2002)
- „Der Jude von Malta“ von Christopher Marlowe – Barrabas – Regie: Peter Zadek (2002)
- „Die Sunshine Boys“ in der Fassung von Ursula Voss und Gert Voss nach Neil Simon – Wlli Krack – Regie Gert Voss
- „Baumeister Solness“ von Henrik Ibsen – Solness – Regie: Thomas Ostermeier (2004)
- „Die Katze auf dem heißen Blechdach“ von Tennessee Williams – Big Daddy – Regie: Andrea Breth (2004)
- „Der Totentanz“ von August Strindberg – Hauptmann Edgar – Regie: Peter Zadek (2005)
- „König Lear“ von William Shakespeare – König Lear – Regie: Luc Bondy (2007)
- „Wallenstein“ von Friedrich Schiller – Wallenstein – Regie: Thomas Langhoff (2007)
- „Faust. Der Tragödie erster Teil“ von Johann Wolfgang von Goethe – Mephisto – Regie: Matthias Hartmann (2009)
- „Einfach Kompliziert.“ von Thomas Bernhard – alter Schauspieler – Regie: Claus Peymann (2011)
- „Maß für Maß“ von William Shakespeare – Herzog – Regie: Thomas Ostermeier (2011)
- „Onkel Wanja“ von Anton P. Tschechow – Alexander Wladimirowitsch Serebrjakow – Regie: Matthias Hartmann (2012)
- „Tartuffe“ von Molière – Orgon – Regie: Luc Bondy (2013)

## Filmografie (Auswahl)
- 1989: Das Plakat (Regie: Dieter Berner)
- 1992: Der Kopf des Mohren (Regie: Paulus Manker, Drehbuch: Michael Haneke)
- 1994: Radetzkymarsch (Regie: Axel Corti)
- 1996: Dr. Knock (Regie: Dominik Graf)
- 1998: Anwalt Abel. Die Spur des Mädchenmörders (Regie: Mark Rothemund)
- 1998: Endlich Schluss (Regie: Dieter Berner, Drehbuch: Peter Turrini)
- 1999: Balzac – Ein Leben voller Leidenschaft (Regie: Josée Dayan)
- 2009: Mitte Ende August (Regie: Sebastian Schipper)
- 2012: Zettl (Regie: Helmut Dietl)
- 2014: Im Labyrinth des Schweigens (Regie: Giulio Ricciarelli)

## Dokumentationen
- „Der König, der Jude, der Zauberer, der Mohr“. Regie: Norbert Beilharz; ZDF, 1991
- „Voss und die Suche nach der Zeit“. Regie: Rose Kern; ORF, 2002
- „Abgeschminkt: Gert Voss“. Regie: Johanna Schickentanz; ZDF Theaterkanal, 2004
- „Scheitern, scheitern, besser scheitern“. Harald Schmidt im Gespräch mit Gert Voss. Regie: Lukas Sturm, nach einer Idee von André Heller; 2010

## Fernsehaufzeichnungen
- 1969 „Amphitryon“ (Regie Nils Peter Rudolph)
- 1977 „Iphigenie auf Tauris“ (Regie Claus Peymann)
- 1978 „Diener zweier Herren“ (Nils Peter Rudolph)
- 1980 „Lieber Georg“ (Regie Matthias Langhoff / Manfred Karge)
- 1981 „Hohn der Angst“ (Regie Alfred Kirchner)
- 1981 „Kirschgarten“ (R: Langhoff / M. Karge)
- 1982 „Die Hermannsschlacht“ (R: C. Peymann),
- 1984 „Furcht und Hoffnung der BRD“ (R: Horst Siede)
- 1986 „Ritter Dene Voss“ (R: C. Peymann)
- 1988 „Kaufmann von Venedig“ (R: Peter Zadek)
- 1989 „Wilhelm Tell“ (R: C. Peymann)
- 1990 „Othello“ (R: George Tabori)
- 1990 „Ivanow“ (R: P. Zadek)
- 1998 „Fin de Partie“ (R: G. Tabori)
- 1998 „Figaro lässt sich scheiden“ (R: Luc Bondy)
- 2000 „Rosmersholm“ (R: P. Zadek)
- 2003 „Elisabeth II.“ (R: Th. Langhoff)
- 2007 „König Lear“ (R: Luc Bondy)

## Auszeichnungen
Voss bekam 1988 den Gertrud-Eysoldt-Ring, 1988 die Kainz-Medaille, 1989 das Bundesverdienstkreuz 1. Klasse, 1992 den Fritz-Kortner-Preis, 1997 den Preis des Internationalen Theaterinstituts ITI, 1998 Ernennung zum Kammerschauspieler und im Jahr 2000 bekam er den Nestroy-Theaterpreis, drei weitere Male (2001, 2002 und 2007) war er dafür nominiert; 2001 bekam er das Goldene Ehrenzeichen der Stadt Wien, 2011 das Goldene Verdienstzeichen des Landes Salzburg. Seit 1981 war Gert Voss Mitglied der deutschen Akademie der Darstellenden Künste in Frankfurt/Main, seit 1991 Mitglied der Akademie der Schönen Künste in München und seit 1994 Mitglied der Akademie der Künste in Berlin. Am 25. Juni 2009 wurde er zum Ehrenmitglied des Burgtheaters ernannt. Er wurde insgesamt sechsmal von einer Jury aller namhaften deutschsprachigen Theaterrezensenten, initiiert von der Zeitschrift Theater heute, zum Schauspieler des Jahres gewählt (1983 Hermann, 1987 Richard III, 1990 Othello, 1992 Goldberg, 1998 Hamm, 2001 Rosmer) und mehrfach nominiert im Jahresheft von Theater heute (1981 Firs im „Kirschgarten“, 1993 Zucker in „Requiem für einen Spion“, 2000 Trigorin in „Die Möwe“, 2001 Barrabas in „Der Jude von Malta“).
2010 erhielt Voss den Deutschen Hörbuchpreis in der Kategorie Beste Information für seine Lesung (zusammen mit Peter Simonischek) Thomas Bernhard/Siegfried Unseld: Briefwechsel (der hörverlag, München).

## Veröffentlichungen
- Gert Voss: „Ich bin kein Papagei“. Gert Voss – Eine Theaterreise. Styria Premium, Wien 2011, ISBN 978-3-222-13336-7